# Англо-советский союзный договор

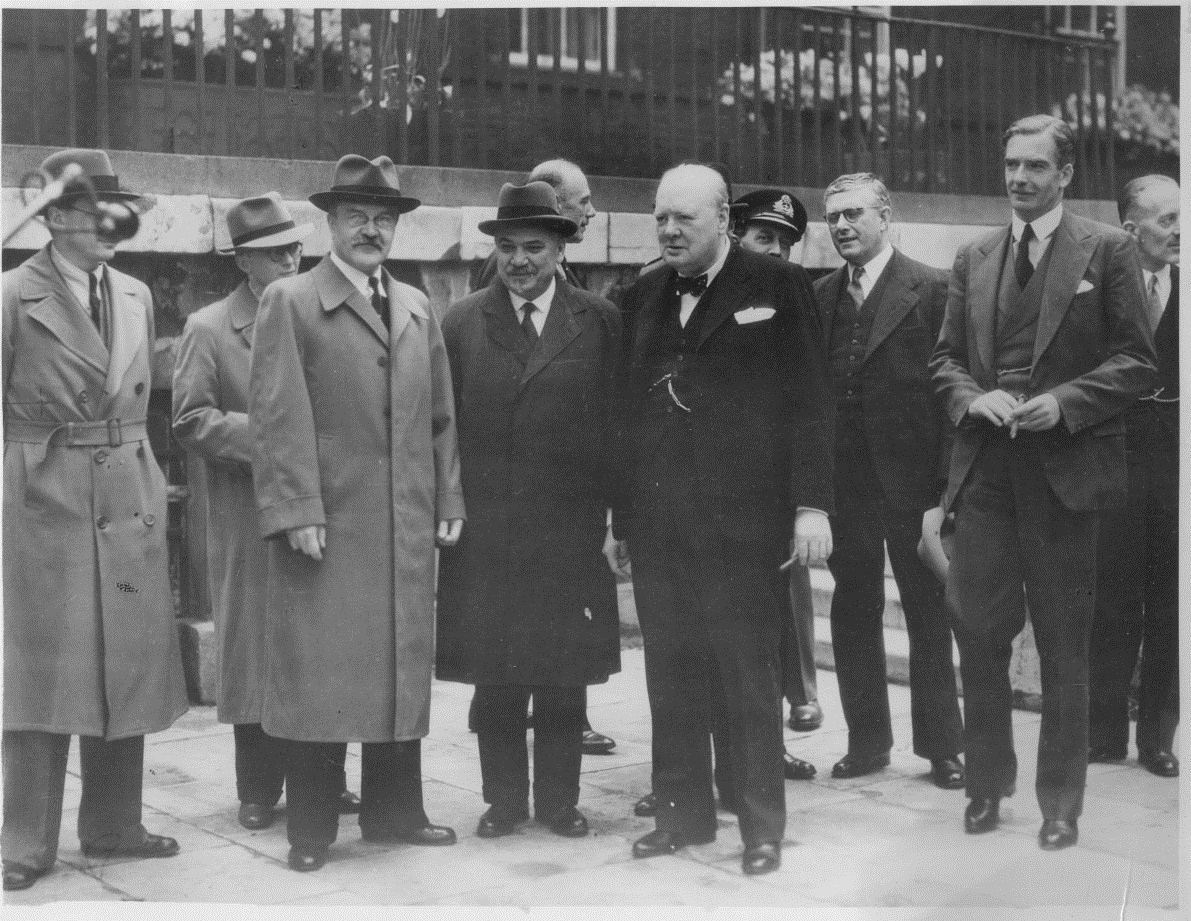
Премьер-министр Уинстон Черчилль с представителями советской делегации в саду на Даунинг-стрит, 10 после подписания союзного договора. Лондон, 26 мая 1942

Англо-советский союзный договор — соглашение о военном и политическом союзе СССР и Великобритании.
Договор, полным названием которого было: «Договор между СССР и Великобританией о союзе в войне против гитлеровской Германии и её сообщников в Европе и о сотрудничестве и взаимной помощи после войны», был подписан 26 мая 1942 года в Лондоне Энтони Иденом и Вячеславом Молотовым.
По нему СССР и Великобритания договаривались оказывать друг другу военную и другую помощь, не заключать сепаратного мира с Германией, а также не заключать никаких союзов и не участвовать ни в каких коалициях, направленных против другой стороны.
Срок действия статей о послевоенном сотрудничестве устанавливался 20 лет. Черчилль сказал: «Мы теперь союзники и друзья на 20 лет».
Договор действовал до 7 мая 1955 года, когда СССР аннулировал его, как утративший силу вследствие вступления Великобритании в военный союз с ФРГ в рамках НАТО.